# 林秀偉
林秀偉（1956年6月9日—）。畢業於文化大學舞蹈專修科。畢業後，進入雲門舞集擔任舞者。後成立太古踏舞團並擔任當代傳奇劇場製作人，製作《慾望城國》、《王子復仇記》、《無限山河》、《陰陽河》、《樓蘭女》、《奧瑞斯提亞》、《李爾在此》、《暴風雨》、《等待果陀》等作品。

### 戲劇演出
- 《武狀元蘇乞兒》飾 金粉美人

## 作品
1986年製作《慾望城國》, 改編自莎士比亞的《馬克白》。
1993年擔任《樓蘭女》總導演, 改編自希臘三大悲劇家之一—尤里庇狄斯（Euripides）的作品《米蒂亞》, 由魏海敏主演。

## 家庭
林秀偉於1979年與吳興國結婚, 育有1子1女。